# Maxillaria desvauxiana
Maxillaria desvauxiana Lindl. 1836, es una especie de orquídea epífita, originaria de América.

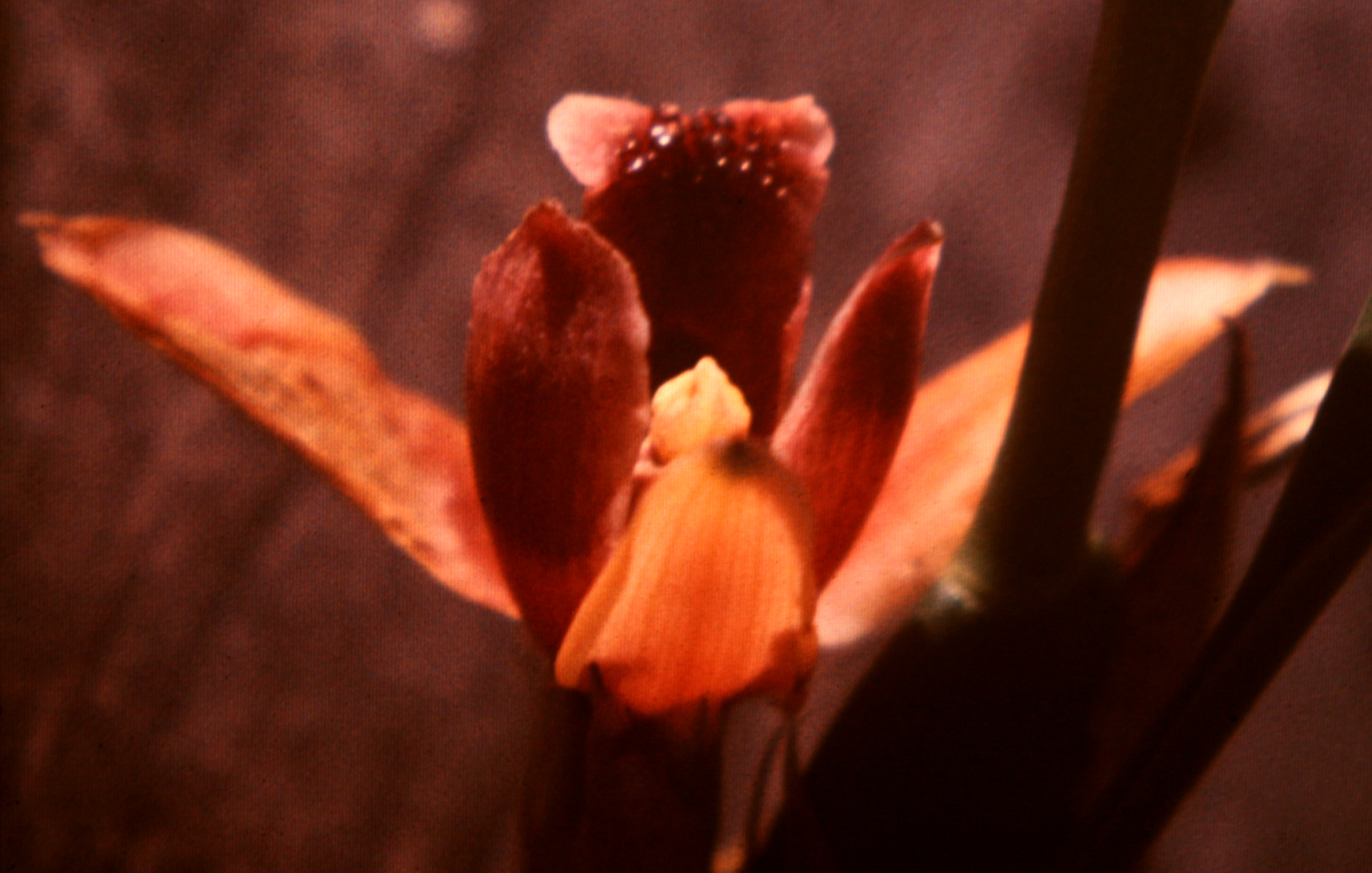

## Descripción
Es una especie de orquídea de tamaño mediano, que prefiere clima caliente a frío, es epífita o litófita con pseudobulbo ovoide, ligeramente comprimido envuelto por vainas y que tiene una sola hoja, oblongo-elíptica, coriácea, peciolada de color verde oscuro  que tiene una inflorescencia basal de 2 cm de largo, o subsésil bracteada con  flores solitarias  fragantes que surgen  muy cerca del pseudobulbo y se orientan hacia arriba. Esta especie florece en el final de la primavera y en el verano.

## Distribución y hábitat
Encontrada en México, Belice, El Salvador, Guatemala,  y Nicaragua, así como Colombia , epifitas en los árboles en bosques húmedos en elevaciones más bajas y los bosques de nubes, o como terrestres en los bosques de pino en elevaciones de hasta a 2500 metros.

## Sinonimia
- Maxillaria coriacea Barb.Rodr. 1882
- Maxillaria huebneri Schltr. 1925
- Maxillaria petiolaris A.Rich. ex Rchb.f. 1882
- Maxillaria verrucifera C.Schweinf. 1945[1]
- Mapinguari desvauxianus (Rchb.f.) Carnevali & Singer 2007